# The Boy (filme de 2015)
The Boy (bra:O Garoto Sombrio) é um filme estadunidense de 2015, dos gêneros drama, suspense e terror, dirigido por Craig Macneill e lançado no Festival South by Southwest em 14 de março de 2015.

## Sinopse
Em 1989, John Henley possui um hotel rural no Colorado. Depois que sua esposa o abandona, John recua suas responsabilidades para o alcoolismo. William Colby, um andarilho, tem um acidente de carro perto do hotel e faz amizade com o filho de nove anos de idade de John, Ted. Desconhecido para John, Ted tornou-se morbidamente fascinados com a morte e tem agido com violência. Com aparência de William, Ted começa a experimentar seus impulsos para matar.

## Elenco
- David Morse como John Henley
- Rainn Wilson como William Colby
- Jared Breeze como Ted Henley
- Bill Sage como o Xerife
- Mike Vogel
- Zuleikha Robinson
- Aiden Lovekamp como Ben
- David Valencia como Marcus